# Sädva kraftstation
Sädva kraftstation är ett vattenkraftverk i den övre delen av Skellefte älv. Vatten från Sädvajaure leds i en 1600 meter lång tunnel fram till kraftstationen som ligger intill sjön Vitträsket. Utloppstunneln mynnar ut i Vitträsket, varifrån vattnet sedan leds via Myrträsket ut i Hornavan. Sädvajaure regleras 16,3 meter och har en magasinsvolym på 600 miljoner kubikmeter. Kraftstationen började byggas 1980 och togs i drift 1985. Stationen byggdes och ägdes av Bastusels Kraft AB, ett bolag med Vattenfall och Skellefteå kraftverk som delägare. I augusti 2000 köpte Skellefteå Kraft Vattenfalls andelar i Sädva och flera andra kraftverk. Sädva kraftstation ligger likt Rebnis i Ringselet i Arjeplogs kommun.